# Taťána Valentová Nersesjan
Taťána Valentová Nersesjan (* 22. ledna 1967 Zlín) je česká politička a učitelka, v letech 2008 až 2020 zastupitelka Zlínského kraje (v letech 2008 až 2016 také radní kraje), v letech 2002 až 2006 a opět 2010 až 2022 zastupitelka města Vsetín, členka ČSSD.

## Život
Absolvovala Filozofickou fakultu Univerzity Sankt-Peterburg, kde získala titul Mgr.
Následně se živila jako učitelka, pracovnice ve sdělovacích prostředcích a v letech 2006 až 2008 jako asistentka poslance.
Z pozice městské či krajské zastupitelky (a radní) působila a působí ve statutárních orgánech několika společností, např.: členka dozorčí rady Městských lesů Vsetín, s.r.o. (2003 až 2007), předsedkyně správní rady Azylového domu pro ženy a matky s dětmi o.p.s. (2004 až 2010), členka dozorčí rady Vsetínské nemocnice, a.s. (od 2008) a členka správní rady Společnosti pro komunitní práci Vsetín o.p.s. (od 2011).
Taťána Valentová Nersesjan je vdaná, má jedno dítě a žije ve Vsetíně.

## Politické působení
Je členkou ČSSD. Ve straně zastává pozici místopředsedkyně Okresního výkonného výboru ČSSD Vsetín a je členkou Krajského výkonného výboru ČSSD Zlínského kraje.
Do politiky se pokoušela vstoupit, když v komunálních volbách v roce 1998 kandidovala za ČSSD do Zastupitelstva města Vsetína, ale neuspěla. Dostala se do něj až po komunálních volbách v roce 2002. V komunálních volbách v roce 2006 se jí však mandát zastupitelky obhájit nepodařilo. Do zastupitelstva města se tak opět vrátila až po komunálních volbách v roce 2010. Navíc zastávala post předsedkyně sociální komise Rady města Vsetína. Ve volbách v roce 2014 mandát zastupitelky města obhájila, dále působí jako členka Komise zdravotní a sociální a členka Finančního výboru. Ve volbách v roce 2018 opět obhájila mandát zastupitelky města, dále působila jako předsedkyně kontrolního výboru a členka komise pro výchovu a vzdělávání. Rovněž ve volbách v roce 2022 kandidovala jako členka ČSSD na kandidátce subjektu „PRO-pořádek-rozvoj-odpovědnost VSETÍN“ (tj. ČSSD a nezávislí kandidáti). Tentokrát však neuspěla a skončila jako zastupitelka města.
Do vyšší politiky se pokusila vstoupil, když v krajských volbách v roce 2000 kandidovala za ČSSD do Zastupitelstva Zlínského kraje, ale nedostala se do něj. Uspěla až o osm let později v krajských volbách v roce 2008. Následně se stala členkou Výboru pro zahraniční vztahy Zastupitelstva Zlínského kraje a byla zvolena radní kraje pro sociální věci, národnostní otázky a menšiny. Předsedá Komisi Rady Zlínského kraje pro integraci sociálně vyloučených a Komisi Zlínského kraje pro protidrogovou prevenci a prevenci kriminality. V krajských volbách v roce 2012 obhájila mandát krajské zastupitelky a posléze i krajské radní. Také ve volbách v roce 2016 obhájila mandát krajské zastupitelky. Skončila však ve funkci radní kraje. Ve volbách v roce 2020 mandát obhajovala, ale neuspěla.
V lednu 2014 se o ní uvažovalo jako o možné kandidátce na post ministryně práce a sociálních věcí ve vládě Bohuslava Sobotky. Ministryní se však nakonec stala Michaela Marksová-Tominová.